# Kutonen (TV)
Kutonen ist ein finnischer Privatsender von Warner Bros. Discovery. Der Name bedeutet übersetzt Sechster. Es ist der Schwestersender des dänischen Kanals 6’eren und mit diesem auch programmatisch eng verbunden. Zudem teilen sich beide Sender, als Sender der SBS Broadcasting Group ein Logo. Der Sender startete am 1. September 2012 als Nachfolgesender des finnischen Fernsehsenders The Voice.

## Senderlogos

Logo von 2012 bis 2015
Logo von 2015 bis 2024
Logo seit 15. Januar 2024